# Альварадо, Даниэла
Даниэла дель Кармен Альварадо Альварес (исп. Daniela del Carmen Alvarado Álvarez, род. 23 октября 1981 года, Каракас) ― венесуэльская актриса телевидения, театра и кино.

## Биография
Родилась в Каракасе в семье актёров, Даниэля Альварадо и Кармен Хулии Альварес. Она начала заниматься актерским мастерством в 4 года. С детства начала заниматься балетом и стала членом известной детской танцевальной группы под названием The Minipop. Она танцевала в таких программах и шоу, как «Субботний Сенсационный», «Мисс Венесуэла» и «Золотой Меридиан». Позже она отложила танцы, чтобы начать свою актерскую карьеру. Ее первые роли были в сериалах: «Желанные» и «Маку, жена полицейского».
В 1995 году работа в сериале «Любовь на рубеже веков» дала ей возможность поработать на телеканале RCTV, который позже предложит ей первые главные роли и который сделает ее одной из лучших актрис сериалов на сегодняшний день.
Международную известность ей принесла роль Хуаны в сериале «Девственница». Затем последовали главные роли в сериалах: «Замуж за миллионера», «В поисках идеального мужчины», «Ты влюбился».
В 2009 году, после 2-летнего отсутствия в мыльных операх, она вернулась с сериалом «Муж для Эстелы», в которой снялась вместе с Луисом Херонимо Абреу. 
В период с 2023 по 2024 год канал Venevisión пригласил ее вести трансляцию Платиновой премии. В 2024 году она присоединилась к участницам венесуэльского реалити-шоу «Плохие женщины». 
В сентябре 2021 года она вышла замуж за коллегу-актера Хосе Мануэля Суареса.

## Фильмография
| Год  | Проект                     | Роль                                                    | Прим.              |
| ---- | -------------------------- | ------------------------------------------------------- | ------------------ |
| 1989 | Реванш                     | Габриэла Сантана                                        | роль второго плана |
| 1991 | Запретная женщина          | Марта "Мартика" Гальярдо Ривас                          | роль второго плана |
| 1992 | Божественная одержимость   | Паула                                                   | роль второго плана |
| 1993 | Прогулка Божьей благодати  | София                                                   | роль второго плана |
| 1995 | Любовь конца века          | Габриэла Росси Монтальбан                               | роль второго плана |
| 1996 | Незабываемая               | Вирджиния Кальканьо                                     | роль второго плана |
| 1997 | От всего сердца            | Мелисса Родригес                                        | главная роль       |
| 1999 | Маленькие женщины          | Жозефина "Джо" Брачо                                    | главная роль       |
| 2000 | Мариу                      | Мария Евгения Сампедро "Мариу" / Мария Кристина Викарио | главная роль       |
| 2001 | Грешная Анжелика           | Анжелика Родригес                                       | главная роль       |
| 2002 | Девственница               | Хуана Перес                                             | главная роль       |
| 2003 | Замуж за миллионера        | Мариана дель Кармен Герра                               | главная роль       |
| 2005 | Требуется прекрасный принц | Мария Корина Дель Валле Пальмиери                       | главная роль       |
| 2007 | Переверни, чтобы влюбиться | Дилейди Мария Лопес                                     | главная роль       |
| 2009 | Муж для Эстелы             | Эстела Маргарита Моралес                                | главная роль       |
| 2010 | Идеальная женщина          | в роли себя                                             | гостевая роль      |
| 2012 | Мой бывший хочет меня      | Столб "Лало" Скала                                      | главная роль       |
| 2015 | От чистого сердца          | профессор                                               | гостевая роль      |

| Год  | Проект                            | Роль                                    |
| ---- | --------------------------------- | --------------------------------------- |
| 2004 | Точка и линия                     | Йосмар Коромото                         |
| 2006 | Чао Кристина                      | Дульсе Мария Асеведо                    |
| 2007 | 13 секунд                         | Луиса                                   |
| 2007 | Девственная бабушка               | Антуанетта Гарсия/ Бабушка-девственница |
| 2010 | Быки Таита                        | Инес                                    |
| 2012 | Синий, розовый и не такой розовый | Патрисия                                |
| 2013 | Раб Божий                         | Инес                                    |
| 2016 | Одинокие женщины недоступны       |                                         |
| 2023 | Девушка, снимающая квартиру       | Валерия                                 |